# Karl Krieghoff
Karl Krieghoff, Pseudonym D’r Schwarzvertler (* 5. Juni 1905 in Sondershausen; † 22. November 1984 ebenda) war ein deutscher Heimatschriftsteller. Seine Verse handeln vom Leben, Denken und Handeln vergangener Generationen in Sondershausen.

## Leben
Karl Krieghoff wuchs in der Unterstadt von Sondershausen auf. Im so genannten „Schwarzen Viertel“ studierte er vor allem Menschen, die einen handwerklichen Beruf ausübten. Ursprünglich Finanzbeamter und dann Steuerberater, musste er nach seiner Erblindung 1948 als Stricker, Polierer und Besenbinder arbeiten; dabei wurde ihm die Mundart-Dichtung zu einem Bedürfnis.  Er kannte seine Geburtsstadt Sondershausen gut, was er in seinen Gedichten sehr treffend wiedergab. Wer „In Lohkonzerte“, „Unser Possen“, „Der Schwarzvertler“ und „Heimatlieder“ liest, wird seine Verbundenheit zu Sondershausen bemerken. Viele seiner Gedichte wurden in der Lokalzeitschrift „Das Volk“ veröffentlicht; wenige Jahre nach seinem Tod erschien ein Sammelbändchen, das mit Krieghoffs Gedichten und zahlreichen Fotos an die ersten Jahrzehnte des 20. Jahrhunderts in Sondershausen erinnert:
- Die ussen Schwarzen Vertel … Eine Auswahl von Mundartgedichten Karl Krieghoffs, des „Schwarzvertlers“,[1] mit Fotos und Reproduktionen vom ehemaligen Schwarzen Viertel und vom alten Sondershausen. Hrsg.: Abt. Kultur und Abt. Umweltschutz/Wasserwirtschaft/Erholungswesen beim Rat des Kreises Sondershausen. Auswahl und Überarbeitung der Gedichte: OStR Bruno Falley. Fotos und Reproduktionen: Manfred Köhler und Henrik Bies. o. O., o. J.[2]

## Nachweise
1. ↑  Verzeichnis der Gedichte in DNB.
2. ↑  Vorwort datiert „Sondershausen 1988“.

| Personendaten    | Personendaten            |
| ---------------- | ------------------------ |
| NAME             | Krieghoff, Karl          |
| ALTERNATIVNAMEN  | D’r Schwarzvertler       |
| KURZBESCHREIBUNG | deutscher Schriftsteller |
| GEBURTSDATUM     | 5. Juni 1905             |
| GEBURTSORT       | Sondershausen            |
| STERBEDATUM      | 22. November 1984        |
| STERBEORT        | Sondershausen            |